# Айосе Діас
Айосе Діас Діас (ісп. Ayoze Díaz Díaz, нар. 25 травня 1982, Сан-Кристобаль-де-ла-Лагуна), відомий як просто Айосе — іспанський футболіст, що грав на позиції лівого захисника, зокрема у Ла-Лізі за «Расінг» та «Мальорку».

## Ігрова кар'єра
Народився 25 травня 1982 року в місті Сан-Кристобаль-де-ла-Лагуна. Вихованець футбольної школи «Тенерифе». Дорослу футбольну кар'єру розпочав 2000 року в основній команді того ж клубу, в якій провів три сезони на рівні Сегунди, взявши участь у 39 матчах чемпіонату. У той же період протягом 2001—2002 років грав за третьолігову команду «Лансароте» на правах оренди.
2003 року перебрався до вищолігового «Расінга» (Сантандер), де став основним виконавцем на лівому фланзі захисту і грав до 2008 року з перервою на сезон 2006/07, який провів в оренді у друголіговому «Сьюдад де Мурсія».
Протягом 2008–2011 років грав за іншого представника Ла-Ліги, «Мальорку», після чого перейшов до друголігового «Депортіво».
Завершував ігрову кар'єру виступами за рідний «Тенерифе», за який у сезоні 2013/14 року провів 13 ігор у Сегунді.